# Frappe israélienne sur Aïn el-Delb
La frappe israélienne sur Aïn el Delb près de Saïda (Sidon) au Liban fait 71 morts et 60 blessés dans un immeuble résidentiel qui s'est effondré sur ses habitants. La présence d'une cible présumée n'a pas été confirmée. Il n'y a pas eu d'ordre d'évacuation préalable selon le Guardian. Il s'agit d'une des frappes israéliennes les plus meurtrières de la guerre entre Israël et le Hezbollah de 2023-2024.

## Victimes et cible présumée
Le 29 septembre 2024, une frappe aérienne israélienne sur un immeuble résidentiel tue à Aïn el-Delb 71 personnes, ensevelies tous les décombres,  et en blesse 60.
Le quartier abrite principalement des habitants sunnites et chrétiens ; la zone n'avait pas été visée par un bombardement auparavant au cours de cette guerre.
Les habitants de 15 des 17 appartements de l'immeuble y résidaient depuis plusieurs années. Des personnes déplacées du sud du Liban y avaient été accueillies récemment par des proches. Israël a allégué le fait qu'un commandant du Hezbollah se trouvait dans l'immeuble ; Associated Press déclare ne pas avoir été en mesure de vérifier cette affirmation. Israël n'a pas indiqué l'identité de la cible après la frappe. Le journal espagnol El Païs a envoyé au porte-parole de l'armée israélienne la localisation de l'immeuble et demandé l'identité de la cible, mais n'a pas reçu de réponse.

## Mode opératoire israélien
Il n'y avait pas eu d'ordre d'évacuation préalable,. L'armée israélienne à laquelle le journal espagnol El Païs a demandé une preuve d'un avertissement publié sur les réseaux sociaux n'a pas répondu.
The Guardian souligne le fait que si Israël affirme communiquer des ordres d'évacuation dans le but de limiter le nombre de victimes civiles, et se présente comme un des rares pays en guerre à en publier,  « dans la plupart des frappes les plus meurtrières d'Israël au Liban, aucun avertissement n'a été émis, ce qui soulève des questions sur l'objectif réel des ordres d'évacuations » ; The Guardian donne l'exemple de la frappe sur Aïn el Delb .
Que la personne visée ait été effectivement présente ou non, « selon les experts, cette frappe illustre la politique d'Israël consistant à tuer un nombre élevé de civils pour atteindre une seule cible, procédé qui a contribué au nombre élevé de morts parmi les Palestiniens de Gaza dans la guerre entre Israël et le Hamas depuis 2023».
Le mode opératoire rappelle la guerre à Gaza également du fait que des membres de familles entières sont tués ensemble lors d'une seule frappe, selon Emily Tripp, directrice du groupe Airwars, basé à Londres, qui surveille les conflits. Ainsi, fin septembre 2024, une frappe israélienne sur une maison dans la province de Tyr tue une famille de 15 personnes, dont 14 femmes et enfants, et 1 membre du Hezbollah. Une autre frappe israélienne sur Byblos (Jbeil) tue 6 membres d'une même famille ; quant au membre du Hezbollah qui en faisait partie, il était déjà mort un mois plus tôt, « ce qui soulève des questions sur la qualité des renseignements utilisés dans ces frappes », selon Associated Press. Une autre frappe contre une cabane abritant des familles de travailleurs migrants syriens a fait 23 morts.
Rich Weir, chercheur senior sur les conflits, les crises et les armes à Human Rights Watch, souligne le caractère meurtrier pour les civils de la méthode suivie par l'armée israélienne qui détruit « des immeubles entiers dans des quartiers résidentiels densément peuplés ».
El Païs parle de « massacre ».